# Women of Wrestling
WOW – Women of Wrestling, est une promotion américaine de lutte professionnelle féminine fondée en 2000 par David McLane (le fondateur de Glorious Ladies of Wrestling (GLOW)) ; basée à Los Angeles, en Californie, et appartenant conjointement à McLane et à la propriétaire/présidente des Los Angeles Lakers, Jeanie Buss.
Diffusé initialement en syndication au cours de la saison télévisée 2000-2001,  WOW est un produit de style divertissement sportif dépeignant des catcheuses aux personnages fortement dramatisés, l'aspect technique de la lutte étant mis au second plan.

## Histoire
WOW a été reconnu comme l'une des rares promotions de lutte diffusées à l'échelle nationale présentant un roster entièrement féminin. Seuls 24 épisodes télévisés et un événement à la carte ont été produits lors de sa diffusion initiale. En 2002, McLane a recherché un partenariat avec le leader de Kiss, Gene Simmons, pour relancer la structure. En juillet 2011, les rediffusions de WOW TV ont commencé à être diffusées sur la filiale ABC à Las Vegas, KTNV.
Le 29 mai 2012, McLane et Buss ont annoncé leur intention de relancer WOW et de produire de nouveaux épisodes,. Plus tard cette année-là, les rediffusions de WOW ont commencé à être diffusées sur la station KVCW (groupe The CW) de Las Vegas à partir du 9 décembre 
En décembre 2014, WOW a annoncé produire du contenu pour les médias numériques en 2015. Commercialisé sous le nom de «WOW Superheroes», la série emploie un roster de personnages et gimmicks lui étant exclusif, de femmes autonomes issues de tous horizons et de toutes professions. Une deuxième saison a été créée le 1er mars 2016 sur YouTube. Sa quatrième saison a débuté le 28 février 2017.
Le 20 avril 2017, MGM Television a annoncé que Mark Burnett, président de MGM, Television Group & Digital, a formé un partenariat avec Buss pour développer du nouveau contenu WOW à travers une gamme de programmes non scénarisés et de formats numériques. En juin 2018, il a été annoncé que les enregistrements d'un nouveau programme hebdomadaire sur AXS TV intitulé WOW: Women of Wrestling commenceraient le 10 octobre 2018 au Théâtre Belasco de Los Angeles, en vue d'une diffusion TV début 2019  WOW a fait ses débuts télévisés le 18 janvier dans le cadre de la programmation d'émissions " Friday Night Fights " d'AXS TV,, marquant ainsi la première diffusion télévisée de nouveau contenu par WOW en près de dix-huit ans. WOW : Women of Wrestling a duré deux saisons sur AXS TV, avant son annulation par la chaîne en juin 2020.
Le 6 octobre 2021, CBS Media Ventures, la branche de syndication de Paramount Global, a conclu un accord de distribution pluriannuel pour WOW qui prévoit de nouveaux épisodes produits pour une syndication le week-end à partir de l'automne 2022,,. Le lendemain, WOW a annoncé la signature d'April Mendez en tant que productrice exécutive et seconde commentatrice.
Le 21 janvier 2022, WOW a annoncé dans un communiqué de presse que des épisodes « inédits » de la « saison 7 » feraient leurs débuts sur Pluto TV et l'application CW à partir du 22 janvier, soit le lendemain. Le 1er août, il a été annoncé une diffusion de nouveaux épisodes de la série à date du 17 septembre 2022 à l'international, par Paramount Global Content Distribution, la branche internationale de son syndicateur américain CBS Media Ventures . Il a également obtenu une licence de diffusion au Canada, en Australie (où il est diffusé sur 10 Play, propriété de Paramount) et en Indonésie. En décembre 2022, le New York Times a rapporté que WOW était l'émission télévisée de lutte hors-WWE et AEW la mieux notée, devant celles produites par Impact Wrestling et NJPW . Cela a été attribué au fait que l'émission était disponible dans tous les foyers câblés aux États-Unis, ainsi qu'à ses diffusions au Canada et en Australie.

## Évènement à la carte (PPV)

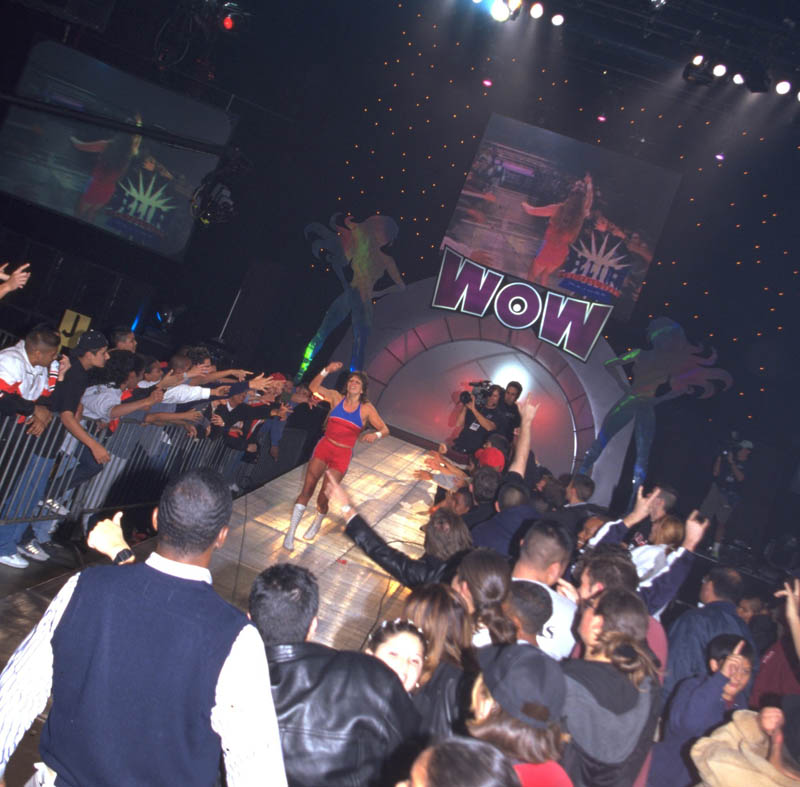
Entrée de Selina Majors dans un événement de la WoW

### WOW Unleashed 2001
WOW Unleashed était un évènement à la carte (PPV) de lutte professionnelle organisé par la Women of Wrestling le 4 février 2001 au Great Western Forum, situé à Inglewood, en Californie. Malgré une douzaine de matches, le PPV a souffert de difficultés techniques et d'un faible taux d'achat. Un deuxième PPV intitulé Spring Vengeance, pourtant annoncé le 8 avril 2001 lors d'Unleashed, n'a jamais abouti. Lee Marshall et Bobby "The Brain" Heenan assuraient les commentaires pour les téléspectateurs, tandis que l'annonceur régulier David McLane, alors unique président de la promotion, y officia comme maître de cérémonie,.
Résultats de l'événement
|           | |                                                                                                 |       |
| Combat n° | Épisode 18 (enregistré le 2 février 2001 & diffusé le 4)                                                   | Stipulations                                                                                    | Durée |
| 1         | Randi Rah Rah a battu Jacklyn Hyde                                                                         | Combat simple                                                                                   | 2:15  |
| 2         | La Beach Patrol ( Sandy et Summer ) vs. Farah la princesse persane et Paradise : match nul                 | Combat par équipe                                                                               | 2:30  |
| 3         | Tanja la guerrière a battu Jane Blond                                                                      | Combat simple                                                                                   | 2:47  |
| 4         | Nicky Law (avec Kristy Order) a battu Hammerin' Heather Steele                                             | Combat simple                                                                                   | 2:02  |
| 5         | Boom Boom le volcan et Caliente ont vaincu Asian Invasion (Jade et Lotus)                                  | Combat par équipe                                                                               | 4:43  |
| 6         | Bronco Billie a vaincu The Disciplinarian                                                                  | Combat simple                                                                                   | 3:55  |
| 7         | Roxy Powers vs. Slam Dunk : double disqualification                                                        | Combat simple                                                                                   | 6:16  |
| 8         | Riot a vaincu Wendi Wheels                                                                                 | Match hardcore                                                                                  | 9:40  |
| 9         | Jungle Grrrl a vaincu Beckie la fille du fermier                                                           | Splash Match                                                                                    | 9:45  |
| 10        | Caged Heat (Delta Lotta Pain & Loca) ont vaincu Harley's Angels ( Charlie Davidson & EZ Rider) (avec Thug) | Finale du tournoi par équipe pour déterminer les premières championnes du monde par équipe WOW  | 5:42  |
| 11        | Terri Gold a vaincu Danger (c)                                                                             | Match revanche pour le championnat du monde WOW                                                 | 16:20 |
| 12        | Lana Star et Patti Pizzazz contre Ice Cold et Poison : No-contestLana Star defeated Ice Cold and Poison    | Match Handicap "cheveux contre cheveux" (Ice Cold a eu la tête rasée pour avoir subie le tombé) | 5:16  |
| 13        | Thug (avec Charlie Davidson et EZ Rider) a battu Selina Majors                                             | Combat en cage                                                                                  | 15:01 |

## Personnel

### Roster individuel
- Roster actuel
- Alumni (ancien roster)
- Championne en titre
- Ancienne championne
- Championne inaugurale
- Membre du staff WoW

| Nom(s) de ring WoW (nom actuel en gras) | Nom réel des lutteuses         | Saison(s) et Palmarès                                             |
| --------------------------------------- | ------------------------------ | ----------------------------------------------------------------- |
| Abilene Maverick                        | Callee Wilkerson               | Saisons 2, 4, 5, 6, 8 Championne Actuelle de WoW                  |
| Adrenaline                              | Priscilla Zuniga               | Saisons 6 & 7                                                     |
| Adriana Gambino                         | Noëlle Giorgi                  | Saisons 6, 7, 8                                                   |
| AJ Mendez                               | April Jeanette Mendez-Brooks   | Saisons 7, 8 Productrice Exécutive WoW                            |
| The Beverly Hills BabeAmber O'Neal      | Kimberly Dawn Davis            | Saisons 2, 3, 4, 5, 6, 7, 8 Ancienne Championne par équipe de WoW |
| Americana                               | Samantha Sage                  | Saisons 7, 8                                                      |
| Angel Rose                              | ??                             | Saison 8                                                          |
| Angelica Dante                          | Hayley Harpurr                 | Saisons 6, 7, 8                                                   |
| Ariel Sky                               | ??                             | Saison 8                                                          |
| AztecaReyna Reyes                       | Gisele Mayordo                 | Saison 5 Saison 6                                                 |
| Azúcar                                  | Vanessa Herrera                | Saison 2                                                          |
| Beckie The Farmers Daughter             | Renee Intlekofer               | Saison 1                                                          |
| The Beast                               | Twana Barnett - Ferguson       | Saisons 5, 6, 7, 8 Ancienne Championne de WoW                     |
| Big Rig Betty                           | Marie Evans                    | Saisons 7 & 8 Championne par équipe de WoW                        |
| B.K. Rythm                              | Kate Folan                     | Saisons 7, 8                                                      |
| Boom Boom The Volcano                   | Patty Bunya-Ananta             | Saison 1                                                          |
| Bronco Billie                           | Lisa Danielle Rachuba          | Saison 1                                                          |
| Buggy Nova                              |                                | Saison 4                                                          |
| Caliente                                | Rachel Iverson                 | Saison 1                                                          |
| Cali Ray                                | Kirsten Young                  | Saison 7                                                          |
| Candice LeRae                           | Candice Dawson                 | Saisons 2 & 3                                                     |
| Chainsaw                                | Reyna Meree Velarde            | Saisons 5, 7, 8                                                   |
| Charlie Davidson                        | Charlie Davidson               | Saison 1                                                          |
| Christina Von Eerie                     |                                | Saison 4                                                          |
| Cow Girl Casey Dakota                   | Sarah Stallman                 | Saison 7                                                          |
| The Classmaster                         | Lois Grain                     | Saison 8                                                          |
| Coach Campanellli                       | Alyssa Ratto                   | Saisons 7, 8 Ancienne Championne par équipe de WoW                |
| Crystal Waters                          | Susie Crawford                 | Saisons 7, 8                                                      |
| Dagger The WidowThe Dagger              | Michelle Blanchard             | Saisons 4, 5, 6, 7                                                |
| Danger                                  | Elle Alexander                 | Saison 1 Ancienne Championne de WoW                               |
| Delta Lotta Pain                        | Jwaundace Candece              | Saisons 1, 2, 3, 4                                                |
| Desdemeana The Soldier Of Darkness      | Andrea VanEpps                 | Saison 2                                                          |
| MiseryThe Disciplinarian                | Robyn Reid                     | Saison 1 Saisons 6, 7, 8                                          |
| Exodus                                  | Karen Tran                     | Saisons 5, 7, 8                                                   |
| Eye Candy                               | Danielle Paultre               | Saison 5                                                          |
| EZ Rider                                | Eleanor Kerrigan               | Saison 1                                                          |
| Faith The Lioness                       | Faith Jefferies                | Saison 5, 6, 7                                                    |
| Farah The Persian Princess              | Telma Roshanravan              | Saison 1                                                          |
| Fire                                    | Taylor LewisKiera Hogan        | Saison 3Saisons 5, 6, 7                                           |
| Foxxy Fierce                            | Adanna Paul                    | Saison 8                                                          |
| Frenchie                                | Marie Gibeault                 | Saison 3                                                          |
| Frost The Olympian                      | Janeshia Adams-Ginyard         | Saisons 2 & 3                                                     |
| Fury                                    | Harlow O'Hara                  | Saisons 4, 5, 7, 8                                                |
| Genesis                                 | Selena O'sullivan              | Saisons 4, 7, 8                                                   |
| G.I. Jane                               | Quanice Jackson                | Saisons 7, 8                                                      |
| Gigi Gianni                             | Candace Michel                 | Saisons 7, 8                                                      |
| Gloria Glitter                          | Sarah Jean Greaves             | Saison 8                                                          |
| Glitch The Gamer                        | Alicia Bellamy                 | Saison 8                                                          |
| Goldie Collins                          | Madelyn Claire Lego            | Saison 8                                                          |
| Hammerin' Heather Steele                | Christina Tomaziesski Colby    | Saison 1                                                          |
| Hazard                                  | Elizabeth Crist                | Saison 6                                                          |
| Holidead                                | Camille Ligon                  | Saisons 3, 5, 6, 7, 8                                             |
| Holly Swag                              | Haley Evans                    | Saisons 7, 8 Championne par équipe de WoW                         |
| Ice Cold                                | Inga Waggoner Jennyfer Roberts | Saison 1 Saison 8                                                 |
| Ivy Quinn                               | Natalie Laura Osman            | Saison 4                                                          |
| Jacklyn Hyde                            | Vasilika Vanya Marinkovic      | Saison 1                                                          |
| Jade                                    | Jennifer Lee Chan              | Saisons 1, 2, 3                                                   |
| Jane Blond                              | Ella Carter                    | Saison 1                                                          |
| Jen-Z Jennifer Florez                   | Damaris Largo                  | Saisons 7 & 8                                                     |
| Jessicka Havok                          | Jessica Cricks                 | Saisons 5 & 6                                                     |
| Jessie Jones                            | Jessie Belle Mccoy             | Saisons 2, 3, 4, 5, 6, 7, 8                                       |
| Jolene Dixie                            | Airial Le                      | Saisons 5, 6 & 7                                                  |
| Jolynn Dixie                            | Cathy Le                       | Saison 5, 6 & 7                                                   |
| Jungle Grrrl                            | Erica Porter                   | Saisons, 1, 2, 3, 4, 5, 6, 7 Ancienne Championne de WoW           |
| Kandi Krush                             | Amberley Shaw                  | Saisons 7, 8                                                      |
| Kaoz                                    | Steffanie Manukainiu           | Saisons 7, 8 Ancienne Championne par équipe de WoW                |
| Kara Kai                                | Vanessa Marie Teves            | Saison 8                                                          |
| Katarina Jinx                           | Ariel DeMent                   | Saison 8                                                          |
| Katarina WatersThe Temptress            | Katarina Leigh Waters          | Saison 4 Saison 5                                                 |
| Keta Rush                               | Keta Megett                    | Saisons 2, 3, 4, 5, 6, 7, 8                                       |
| Kharma                                  | Jennifer Rachelle Thomas       | Saison 4                                                          |
| Khloe Hurtz                             | Katie Forbes                   | Saisons 4, 5, 6, 7                                                |
| Kiara Dillon                            |                                | Saison 4                                                          |
| Kobra MoonSerpentine                    | Melissa Cervantes              | Saison 5 Saisons 6 & 7                                            |
| Kona                                    | Ashley Mannukainiu             | Saisons 7, 8 Ancienne Championne par équipe de WoW                |
| Krissy Vaine                            | Kristin Eubanks                | Saison 7                                                          |
| Kristy Order                            | ??                             | Saison 1                                                          |
| La Niña                                 | Melissa Santos                 | Saison 3                                                          |
| Lady London                             | Georgina Rawlings              | Saison 2                                                          |
| Lana Star                               | Lana Kinnear                   | Saisons 1, 2, 3, 4, 5, 6 Ancienne Championne de WoW               |
| Lovely Laurie Carlson                   | -                              | Saisons 7, 8 Ancienne Championne par équipe de WoW                |
| Leia Makoa                              | Diana Milford Lemalu           | Saisons 7, 8                                                      |
| Lil J Boogie                            | Jaylen Aguilar                 | Saison 8                                                          |
| Luscious Lindsey Carlson                | -                              | Saisons 7, 8 Ancienne Championne par équipe de WoW                |
| Loca                                    | Cher Ferreyra                  | Saisons 1, 2, 3, 4                                                |
| Lotus                                   | Jeannie Kim                    | Saison 1                                                          |
| Malia Hosaka                            | Malia Kilgore                  | Saisons 5, 6, 7, 8                                                |
| Mezmeriah                               | Arelys Rodriguez-Silva         | Saisons 5, 7                                                      |
| Misery                                  | Kristen Davidson               | Saison 1                                                          |
| MysteryVendetta                         | Nicole Ochoa                   | Saison 1                                                          |
| Nicky Law                               | ??                             | Saison 1                                                          |
| Nikki Krampus                           | Ragnhild Bjoerge               | Saisons 5 & 6                                                     |
| Paradise                                | Maria Nunez                    | Saisons 1, 2 & 3                                                  |
| Patti PepPatti Pizzazz                  | ??                             | Saison 1                                                          |
| Penelope Pink                           | Marina Tucker                  | Saisons 7 , 8 Ancienne Championne de WoW                          |
| Pep Riley                               | Alex Underwood                 | Saison 8                                                          |
| The Phantom                             | Lynnette Thredgold             | Saison 1                                                          |
| Poison                                  | Kina Van Vleet                 | Saison 1                                                          |
| Princess Aussie                         | Simone Sherie Williams         | Saisons 6, 7, 8 Ancienne Championne de WoW                        |
| Randi Rah Rah                           | ???Kelsey Leather Hornack      | Saisons 1, 6, 7 Ancienne Championne par équipe de WoW             |
| Ray LynChantilly Chella                 | Rachel Kelvington              | Saison 4 Saison 8                                                 |
| Razor                                   | Christina Maria Kardooni       | Saisons 4, 5, 7, 8                                                |
| Rebel Haze                              | Mandy O'Shaughnessy            | Saison 8                                                          |
| Venomous Reina Del Rey                  | Ruby Raze                      | Saison 7 Saison 8                                                 |
| Riot                                    | April Kathryn Littlejohn       | Saisons 1 & 4                                                     |
| Robbie Rocket                           | ??                             | Saison 8                                                          |
| Roxy Powers                             | Natalie T. Yeo                 | Saison 1                                                          |
| Sasha Sparks                            | ??                             | Saison 8                                                          |
| Sahara Spars                            | Amber Rodriguez                | Saisons 7, 8                                                      |
| Samantha Smart                          | Kirsten Garner                 | Saisons 5, 7, 8                                                   |
| Sandy                                   | Tamie Sheffield                | Saison 1                                                          |
| Sandy Shore                             | Madisyn Spagnola               | Saison 8                                                          |
| Santana Garrett                         | Santana Garrett                | Saisons 2, 4, 5, 6 & 8 Ancienne Championne de WoW                 |
| The Sassy Massy                         | Alisha Edwards                 | Saisons 6 & 7                                                     |
| Selina Majors                           | Selina Majors                  | Saisons 1, 2, 3 & 4 Entraîneuse WoW                               |
| Sierra Breeze                           | Alexis Gray                    | Saison 8                                                          |
| Siren the Voodoo doll                   | Nina Monet                     | Saison 3, 4, 6, 7, 8                                              |
| Slam Dunk                               | Famisha Jones-Millman          | Saison 1                                                          |
| Sophia Lopez                            | Leslie Garza                   | Saison 8                                                          |
| Spice                                   | Valerie Rivera                 | Saison 8                                                          |
| Spike                                   | Ashly Martinez                 | Saisons 2, 3, 4, & 7                                              |
| Stephy Slays                            | Stephanie Mason                | Saisons 2, 3, 4, 5, 6, 7, 8                                       |
| Sugar                                   | Zaïda Gonzalez                 | Saison 8                                                          |
| Summer                                  | Bobbi Billard                  | Saison 1                                                          |
| Sunshine                                | Jamila Griffith                | Saisons 2 & 3                                                     |
| SunnyWendi Wheels                       | Rebecca Gravell                | Saison 1                                                          |
| Sylvia Sanchez                          | Myka Madrid                    | Saison 8                                                          |
| Tanja The Warrior Woman                 | Tanja Richter                  | Saison 1                                                          |
| Tara Strike                             | Kimberlynn D. Fields           | Saison 8                                                          |
| Tatevik The Gamer                       | Tatevik Hunanyan               | Saisons 2 & 3                                                     |
| Terri Gold                              | Heather Lee-Millard            | Saison 1 Championne Inaugurale de WoW                             |
| Tessa Blanchard                         | Tessa Blanchard                | Saisons 5, 6 & 7 Ancienne Championne de WoW                       |
| Thug                                    | Peggy Lee Leather (†)          | Saisons 1, 2 & 3 Ancienne Entraineuse WoW                         |
| Tiki Chamorro                           | Billionna Olivia Reyes         | Saison 8                                                          |
| Tormenta                                | Christina Azpeita Ramirez      | Saisons 7, 8                                                      |
| Vendetta                                | Nicole Ochoa                   | Saison 1                                                          |
| Vickie Lynn McCoy                       | Kelsey DeJournett              | Saisons 7, 8                                                      |
| Vivian Rivera                           | Everly Rivera                  | Saisons 7, 8                                                      |
| Wrecking Ball                           | Sarah Slack                    | Saisons 7, 8                                                      |

### Roster par équipe
| Noms de ring (WoW) des lutteuses                  | Nom de l'équipe           | Saison(s)                                               |
| ------------------------------------------------- | ------------------------- | ------------------------------------------------------- |
| Adriana Gambino Gigi Gianni                       |                           | Saison 8                                                |
| Abilene Maverick Candice LeRae                    |                           | Saisons 2 & 3                                           |
| Abilene Maverick The Disciplinarian               |                           | Saison 6                                                |
| Adrenaline Fire                                   |                           | Saisons 6 & 7 Anciennes Championnes par équipe de WoW   |
| Amber O’Neal Krissy Vaine                         | Team Blondage             | Saison 7                                                |
| Amber O’Neal Santana Garrett                      | The All American Girls    | Saison 2, 3 & 4 Anciennes Championnes par équipe de WoW |
| Americana Santana Garrett                         | The All American Girls    | Saison 8                                                |
| Azteca Princess Aussie                            |                           | Saisons 5 & 6                                           |
| Beckie The Farmers Daughter Bronco Billie         |                           | Saison 1                                                |
| Big Rig Betty Holly Swag                          | The Mother Truckers       | Saisons 7, 8                                            |
| BK Rhythm Glitch The Gamer                        |                           | Saison 8                                                |
| BK Rythm Gigi Gianni                              | The Brat Pack             | Saison 8                                                |
| Boom Boom The Volcano Caliente                    |                           | Saison 1                                                |
| Chantilly Chella The Sassy Massy                  |                           | Saisons 6 & 7                                           |
| Charlie Davidson EZ Rider                         | Harley's Angels           | Saison 1                                                |
| Crystal WatersSandy Shore                         | Springbreak 24/7          | Saison 8                                                |
| The Dagger The Temptress                          | The Vengeful Vixens       | Saisons 5, 6 & 7                                        |
| Danger Riot                                       |                           | Saison 1                                                |
| Delta Lotta Pain Loca                             | Caged Heat                | Saisons 1 à 4 Championnes par équipe inaugurales de WoW |
| Exodus Genesis Ice Cold                           | Exile                     | Saisons 7 & 8                                           |
| Faith The Lioness Lana Star                       |                           | Saison 6                                                |
| Farah The Persian Princess Paradise               |                           | Saison 1                                                |
| G.I. Jane The Classmaster Samantha Smart          | I.Q. Superior             | Saison 8                                                |
| Hazard Jessicka Havok                             | Monsters Of Madness       | Saison 6                                                |
| Ice Cold Poison                                   |                           | Saison 1                                                |
| Ivy Quinn Ray Lyn                                 |                           | Saison 4                                                |
| Jade Lotus                                        | The Asian Invasion        | Saison 1                                                |
| Jessie Jones Selina Majors                        | Southern Pride            | Saisons 2, 3 & 4                                        |
| Jolene Dixie Jolynn Dixie                         | The Dixie Darlings        | Saison 5, 6 & 7                                         |
| Kara Kai Tara Strike                              | The Dojo Defenders        | Saison 8                                                |
| Kristy Law Nicky Law                              | Law & Order               | Saison 1                                                |
| Kaos Kona                                         | The Tonga Twins           | Saison 8 Actuelles Championnes par équipe de WoW        |
| La Niña Paradise                                  | Tropical Storm            | Saison 3                                                |
| Lana Star Patti Pizzazz                           |                           | Saison 1                                                |
| Lovely Laurie Carson Luscious Lindsey Carson      | Miami Sweet Heat          | Saison 8 Anciennes Championnes par équipe de WoW        |
| Misery Mystery                                    | The Daughters Of Darkness | Saison 1                                                |
| Patti Pep Randi Rah Rah                           | Team Spirit               | Saison 1                                                |
| Ariel Sky Coach Campanelli Pep Riley Sasha Sparks | The New Team Spirit       | Saison 8                                                |
| Razor Riot (hr) Spike                             |                           | Saison 4                                                |
| Reyna Reyes Princess Aussie                       |                           | Saison 6                                                |
| Reina del Rey Wrecking Ball                       | The Last Call             | Saison 8                                                |
| Roxy Powers Tanja The Warrior Woman               |                           | Saison 1                                                |
| Sugar Spice                                       | The Mighty Mights         | Saison 8                                                |
| Sandy Summer Sunny                                | The Beach Patrol          | Saison 1                                                |
| Sylvia Sanchez Vivian Rivera                      | Las Bandidas              | Saison 8                                                |

## Championnats
| Championnat                         | Championne(s) actuelle(s)                         | Règne n° | Date de victoire | Durée du règne (en jours) | Lieu            | Remarques |
| ----------------------------------- | ------------------------------------------------- | -------- | ---------------- | ------------------------- | --------------- | --- |
| Championnat du monde WOW            | Abilene Maverick la fille du gouverneur           | 1        | 20 août 2023     | 572 jours +               | Los Angeles, CA | A remporté le titre lors du match Fatal 5-Way (match à 5 lutteuses en un seul tombé) Championship Challenge concluant l'épisode 65, combat incluant également Princess Aussie, The Beast, Penelope Pink et (Chik) Tormenta. |
| Championnat du monde par équipe WOW | The Mother Truckers (Big Rig Betty et Holly Swag) | 1        | 9 mars 2024      | 370 jours +               | Los Angeles, CA | Ont remporté les titres en vainquant Miami Sweet Heat (Laurie et Lindsey Carlson) en ouverture de l'épisode 78, dans lequel les deux championnats étaient en jeu.                                                           |
| Championnat par équipe WOW Trios    | À déterminer                                      |          | 2024             |                           | Los Angeles, CA | Titre remis à l'équipe de trois remportant le Trios Tournament actuellement en cours. |